# Leonard Hussey
Leonard Duncan Albert Hussey (6 de junio de 1891 - 25 de febrero de 1964) fue un meteorólogo, arqueólogo, explorador, médico y miembro de la Expedición Imperial Transantártica de Ernest Shackleton y de la Expedición Shackleton-Rowett. En esta última, estuvo presente en el fallecimiento de Shackleton y se encargó del transporte de sus restos de regreso al Reino Unido.
Además, Hussey fue miembro de las Fuerzas Armadas del Reino Unido durante la Primera Guerra Mundial, de servicio en Francia y luego, junto a Shackleton, en Rusia. Luego de retornar a la práctica médica, Hussey volvió a la guerra en 1940 y fue condecorado como oficial médico en la Real Fuerza Aérea durante la Segunda Guerra Mundial. Una vez finalizado el conflicto, fue miembro de Colegio Real de Medicina, conferencista, autor y líder de los Boy Scouts, antes de su retiro. Muchos artículos que coleccionó a lo largo de su vida fueron donados a numerosos museos.

## Primeros años
Hussay nació en Leytonstone, Londres y fue el sexto hijo —único varón— de James Hussay, empleado de una imprenta, y Eliza Aitken, padres de 11 hijos. Se educó en escuelas de Strand y Hackney. En 1909, ingresó a la Universidad de Londres donde cursó psicología y luego obtuvo el bachillerato de ciencias en el King's College de Londres, además de grados en meteorología, y antropología.

## Sudán

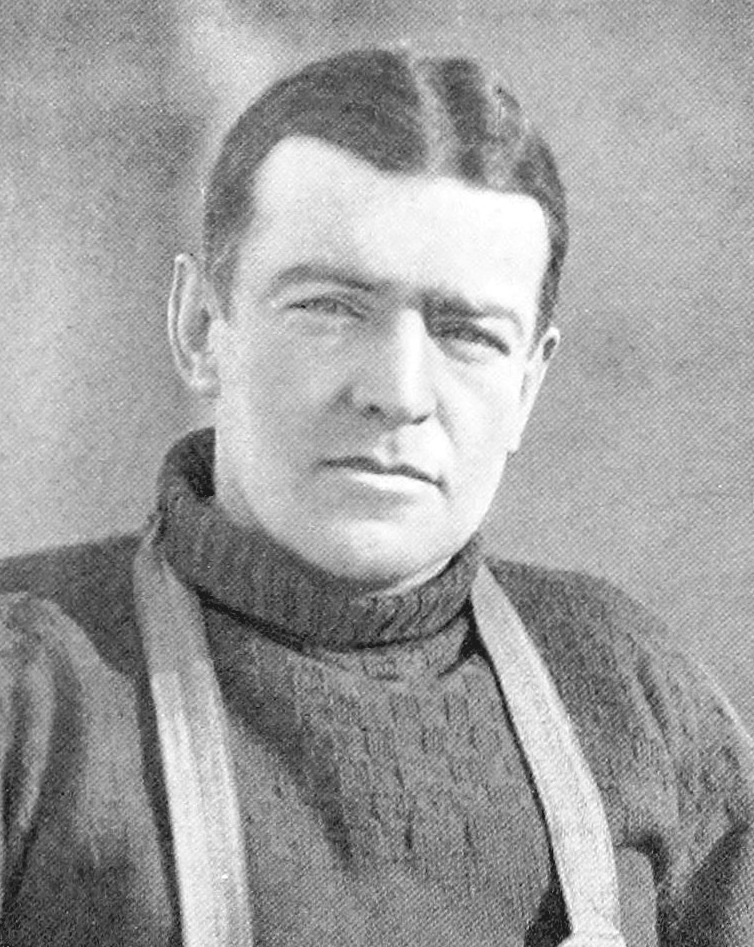
«Me llamó, me miró de arriba a abajo mientras me hablaba, como sin prestar atención. Al fin dijo, "Sí, me caes bien, voy a llevarte." ¡Luego diría que me había llevado pues yo le había parecido gracioso!» Hussey, sobre cómo Ernest Shackleton (en la imagen) aceptó llevarlo a su expedición antártica.

En 1913, por solo £8 al mes Hussey se empleó, junto a O. G. S. Crawford como antropólogo y arqueólogo en una excavación en Jebel Moya, Sudán, que era parte de la expedición de Henry Wellcome. Mientras se encontraba en Sudán, llegó a sus manos un periódico en el que leyó sobre la intención de Shackleton de embarcarse en una expedición antártica y la idea lo atrapó. Le escribió a Shackleton expresando su interés de unirse al proyecto y este le pidió que se pusiera en contacto a su regreso a Londres. «Mi buena suerte al respecto [de ser elegido] me fue luego explicada por Shackleton, que me contó haberse divertido al encontrar, entre casi cinco mil solicitudes, una que venía desde el corazón de África.» Shackleton accedió a seleccionarlo para la expedición y luego le confesaría que lo había hecho solo porque Hussey "se veía gracioso".

## Expedición Imperial Transantártica
Hussey se unió a la Expedición Imperial Transantártica de 1914-1917 hacia el mar de Weddell como meteorólogo, de la que guardó un registro diario en un cuaderno de bitácora forrado de cuero. Allí se convirtió en uno de los expedicionarios más populares debido a su buen humor y al banjo de cinco cuerdas con que continuamente animaba a sus compañeros, en compañía de las imitaciones de James McIlroy (cirujano), médico de la expedición. El capitán del Endurance, Frank Worsley afirmaba: «Hussey era poseedor de un genio brillante y sus cómicas salidas eran de las pocas alegrías que podíamos permitirnos. A menudo nos poníamos de acuerdo para provocarlo, solo por el placer de escuchar sus respuestas inteligentes, de las que invariablemente salía siempre victorioso, sin importar cuánto nos esforzáramos para vencerle.» El 22 de junio de 1915, la tripulación organizó un concierto para el que Hussey se disfrazó de un juglar negro. Roland Huntford luego escribiría sobre la tendencia de Hussey hacia «una jocosidad rayana en lo atroz».
Con un peso aproximado de12 lb (5 kg), el instrumento fue rescatado del naufragio del Endurance y considerado por Shackleton como «una medicina vital para la mente» de forma que constituyó la única excepción a su regla de solo 2 lb (1 kg) de equipaje personal. A fines de abril de 1916, mientras Shackleton llevaba a otros cinco hombres desde el campamento en Georgia del Sur a bordo del James Caird en busca de ayuda, Hussey permaneció en la isla Elefante junto con una veintena de hombres esperando el rescate y usando su banjo para levantar la moral.

## Primera Guerra Mundial
Inicialmente, Hussey se unió al Cuerpo de Entrenamiento de Oficiales Universitarios (UOTC, por su sigla en inglés), como parte del contingente de la Universidad de Londres, en el que fue comisionado como subteniente de cadetes el 12 de noviembre de 1912. En los años siguientes, avanzaría a las fuerzas armadas principales hacia fines de la Primera Guerra Mundial y fue asignado temporalmente como subteniente en la Real Guarnición de Artilleros el 19 de enero de 1917, sirviendo en Francia así como en Murmansk, Rusia, como miembro de la Expedición Oso Polar. Fue ascendido temporalmente al grado de teniente el 19 de julio de 1918 y al grado de capitán el 8 de octubre de ese mismo año. Fue relevado de servicio el 14 de mayo de 1919, reteniendo el grado de capitán.

## Expedición Shackleton-Rowett
Al terminar la Primera Guerra Mundial, Hussey obtuvo el título de médico y se presentó ante Shackleton para la expedición a la Antártida a bordo del Quest entre 1921 y 1922. Luego de la muerte de Shackleton en Georgia del Sur, Frank Wild le pidió a Hussey que escoltara los restos fúnebres a Inglaterra mientras él asumía el mando del Quest. Al llegar a Montevideo, Hussey envió un telegrama a Inglaterra con la noticia de la muerte del explorador. Su viuda respondió que Shackleton debía ser sepultado en Grytviken, Georgia del Sur, instrucciones que Hussey llevó a cabo.

## Carrera médica
Al regresar a Inglaterra, Hussey practicó la medicina en Londres hasta 1940. Se hizo miembro de la Real Sociedad de Cirujanos y el Real Colegio de Médicos.

## Segunda Guerra Mundial
Durante la Segunda Guerra Mundial, Hussey se unió a la Real Fuerza Aérea como oficial médico con el grado de teniente de vuelo. Sirvió en Islandia como oficial médico superior con el rango temporal de líder de escuadrón. Fue mencionado a los despachos en dos ocasiones en 1945. Fue designado Oficial de la Orden del Imperio Británico en 1946 y retuvo su rango de líder de escuadrón en reserva hasta su retiro el 10 de febrero de 1954.